# 鈴木美通

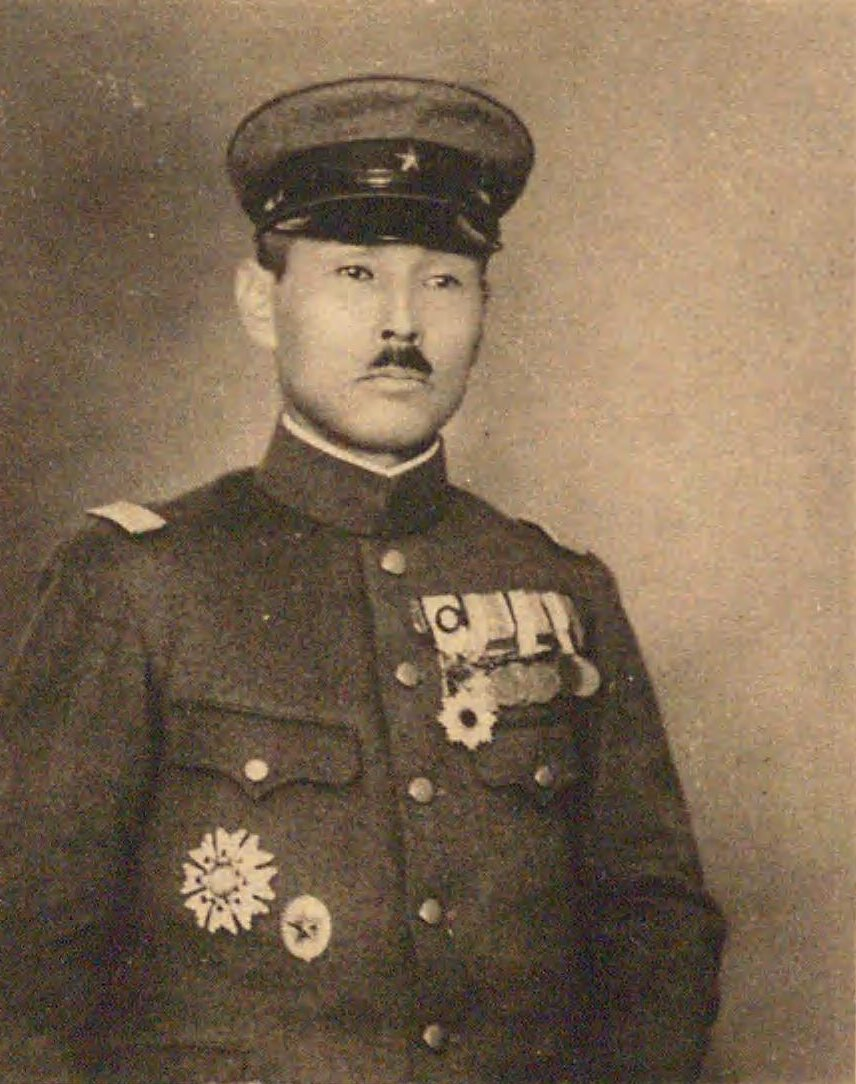
鈴木美通

鈴木 美通（すずき よしゆき、1882年（明治15年）9月2日 - 1956年（昭和31年）3月14日）は、日本の陸軍軍人。最終階級は陸軍中将。功三級。

## 経歴
山形県出身。山形中学を経て、1902年（明治35年）11月、陸軍士官学校（14期）を卒業。1903年（明治36年）6月、歩兵少尉に任官し歩兵第32連隊付となる。1911年（明治44年）11月、陸軍大学校（23期）を卒業。
1911年12月、参謀本部付勤務となり、参謀本部員、参謀本部付を経て、1916年（大正5年）11月、歩兵少佐に昇進し歩兵第1連隊大隊長に就任。1918年（大正7年）6月、陸大教官に転じ、関東軍司令部付に異動。1921年（大正10年）4月、歩兵中佐に進級。同年7月、吉林督軍軍事顧問に就任し、1923年（大正12年）8月、歩兵大佐に昇進した。
1924年（大正13年）3月、歩兵第62連隊長に移り、歩兵第2連隊長、参謀本部課長、陸大教官を歴任。1929年（昭和4年）8月、陸軍少将に進級し関東軍司令部付（奉天特務機関長）に就任。1931年（昭和6年）8月、歩兵第4旅団長となり満州事変を迎え、混成第4旅団長として出動。1933年（昭和8年）8月、陸軍中将に進み支那公使館付武官に就任。1934年（昭和9年）11月22日発表の論功行賞において、功三級勲一等旭日大綬章、元歩兵第四旅団長として掲載され、新聞各社の号外等により報道された。
1935年（昭和10年）3月、第19師団長に親補された。1937年（昭和12年）3月、予備役に編入。1941年（昭和16年）12月、新民会副会長となり、さらに同会最高顧問を務めた。
1947年（昭和22年）11月28日、公職追放仮指定を受けた。

## 栄典
- 1935年（昭和10年）10月1日 - 正四位[7]
- 1937年（昭和12年）4月28日 - 正三位[8]

## 親族
- 娘婿 登坂進（陸軍大佐）[1]